# ستيف ثورنتون
ستيف ثورنتون هو لاعب هوكي الجليد كندي، ولد في 8 مارس 1973 في Gloucester, Ontario ‏ في كندا.

## وصلات خارجية
- ستيف ثورنتون على موقع دوري الهوكي الوطني (الإنجليزية)
- ستيف ثورنتون على موقع EliteProspects.com (الإنجليزية)
- ستيف ثورنتون على موقع Eurohockey.com (الإنجليزية)
- ستيف ثورنتون على موقع HockeyDB.com (الإنجليزية)